# 헤클러운트코흐 SL8
헤클러&코흐 SL8(Heckler & Koch SL8)은 G36의 민간용 버전으로, 헤클러&코흐사에서 제작하였다. 이 총은 5.56 × 45 mm NATO탄 또는 .300 위스퍼 혹은 .223 레밍턴탄을 사용하는 반자동소총이다.

## 설명
- G36 소총을 기반에 두고 있는 SL8은 기존 연사, 단발로 이루어진 총기 발사 모드에서 반자동으로 바뀐 소총, 즉 반자동 저격총인 지정사수소총이라고 말할 수 있다. 일반 반자동 소총과 달리 보통 20발들이 탄창에서 수용력이 큰 30발들이 탄창을 장착 할 수 있으며 사거리도 길어 근접전보다는 중거리, 장거리전으로 쓰이고 있다. 그러나 G36 소총과 달리 연사 시스템이 없어 효율이 떨어진다.

## 변형
- SL8-1
- SL8-2
- SL8-3
- SL8-4
- SL8-5
- SL8-6
- SL9SD
- R8